# Triportheus angulatus
Triportheus angulatus és una espècie de peix de la família dels caràcids i de l'ordre dels caraciformes.

## Morfologia
- Els mascles poden assolir 16,3 cm de llargària total i 160 g de pes.[5][6]

## Alimentació
Menja fruits i llavors de moràcies, mirtàcies i euforbiàcies, coleòpters, ortòpters, lepidòpters, Brachyplatystoma flavicans, plàncton, nècton i crustacis.

## Hàbitat
Viu en zones de clima tropical entre 22 °C - 30 °C de temperatura.

## Distribució geogràfica
Es troba a Sud-amèrica: conca del riu Amazones.

## Costums
És principalment diürn i forma bancs.